# Mauro Pilato
Mauro Pilato (Buenos Aires, 4 novembre 1959) è un disc jockey e produttore discografico argentino naturalizzato italiano.
È fondatore dell'etichetta discografica ed editoriale Exess.
Nel 1994 Mauro inaugura "Gam Gam Studio" a Rimini che grazie a i nuovi sistemi di registrazione digitale Pro Tools richiamano personaggi come Roby Facchinetti dei Pooh, Jermaine Jackson dei The Jackson 5, Diego Abatantuono, Vince Tempera, Biagio Antonacci, Angelo Valsiglio, Tony Humphries e molti altri.

## Biografia
Nato a Buenos Aires in Argentina, all'età di 8 mesi la famiglia si trasferisce in Italia a Ponte della Priula (TV).
Alla tenerissima età di 11 anni inizia a intraprendere la sua carriera musicale come DJ, partendo da piccole feste organizzate nell'albergo di famiglia a Rimini. 
Durante la fase adolescenziale comincia ad esibirsi in diverse discoteche d'Italia, inaugurando anche, nell'estate del 1989, la console del famoso locale "Cocoricò" di Riccione come primo DJ resident. 
Attualmente impegnato in studio di registrazione con nuove produzioni.

## Carriera
Alla fine degli anni '70 partecipa ad una esperienza radiofonica su Radio Giaguaro a Treviso.
Compiuti i 18 anni apre un negozio di dischi d'importazione, il New Disco Center, mentre continua la professione da DJ.
Nel 1982 collabora con Claudio Cecchetto creando un progetto musicale chiamato "Bizzy & Co.", il brano si intitola Take a chance divenendo sigla della trasmissione Premiatissima su canale 5.
Il suo secondo singolo in coproduzione con Daniele Francesconi, chiamato D.F.&Pam - On the beat viene prodotto nel 1983 mentre nel 1984 esce il terzo singolo chiamato The Flics - Take it easy.
Diventa successivamente DJ resident del famoso locale KU di Rimini nel 1989.
Nel 1992 partecipa al programma di canale 5 Maurizio Costanzo Show nel quale si cimenta con altri DJ's Romagnoli che per l'occasione si chiamano "Deejay United" per la campagna contro le stragi del sabato sera.
Conosce Massimo Monticelli che diverrà poi suo socio con il quale nel 1994 produce Gam Gam, un motivo ebraico tratto dal Salmo XXIII di Elie Botbol, verso IV della Bibbia, cantato in lingua Yiddish da voci bianche. La canzone è diventata anche un simbolo, uno degli "inni" più toccanti della shoah. La melodia viene usata anche come colonna sonora nei vari inni sportivi, diventa inoltre sigla per un periodo del programma Non è la Rai di Italia 1.
Nel 1995 esce il secondo singolo del progetto Gam Gam con la canzone Clap Clap presentata anche sul palco di Pavarotti & Friend (togheter for the children of Bosnia). In tale contesto riceveranno il riconoscimento della principessa di Inghilterra Lady Diana, dagli U2 ai Cranberries, a Jovanotti e da altri artisti di calibro mondiale.
Mauro Pilato e Massimo Monticelli legano il loro successo ad uno sponsor importante che ha come presidente Armando Arcangeli.
Negli anni a seguire Mauro Pilato e Massimo Monticelli producono artisti come i Quintorigo, Fabio Falcone ed i 78 Bit che porteranno sul palco di Sanremo. 
Nel 2004 Gabry Ponte produce un remix di Gam Gam in onore dei 10 anni dell'uscita del pezzo. 
Nella lunghissima carriera discografica Mauro Pilato si è distinto come grande Remixer avendo remixato tantissimi degli attristi del panorama nazionale e internazionale come: Adriano Celentano, Eros Ramazzotti, Biagio Antonacci, Ivana Spagna, Fiorello, Gigi D'Alessio, Antonello Venditti, Alex Britti, Gianluca Grignani, Luca Carboni, Valeria Rossi, Timoria, Banda Bardò, Fausto Leali, Patricia Manterola, Marcela Morelo, Flanders e molti altri.
Tra i vari locali in cui ha lavorato si possono ricordare: il Coccoricò di Riccione,il Cellophan di Rimini, il Prince di Riccione, L'Ecu di Rimini, L'Absolute di Gabicce Monte, il Rock Island ed il Coconuts (Ex pestifero) di Rimini, il Byblos di Misano Adriatico, il Number One di Cortefranca, il Paradiso di Rimini, La Baia Imperiale e moltissime altre discoteche in Italia e all'estero.
Mauro è inoltre DJ storico dei locali del Marano di Riccione, tra cui: Beachaffé, Paradise Beach, Hakuna Matata, Mojito, Café del Mare e Opèra.

## Trasmissioni televisive

### Trasmissioni televisive
- Superclassifica Show su Canale 5 / Italia 1 - (1994/1995/1996/1997)
- Buona Domenica su Canale 5 - (1994/1995/1996)
- Domenica In su Rai 1 - (1995/1996)
- Disco per l'Estate su Canale 5 - (1995)
- Pavarotti & Friends Children of Bosnia su Rai 1 - (1995)
- Fiera del Levante su Telegiornali Vari - (1996)
- Accademia di Sanremo su Rai 3 - (1998)
- Sanremo Giovani su Rai 1 - (1998)
- Festival della canzone italiana su Rai 1 - (1999/2001/2002)
- Premio Tecno su Rai 3 - (1999/2007)
- Premio Ciampi su Telegiornali Vari - (1999/2000/2001)
- Primo Maggio su Rai 2 - (2001/2002)
- Festival del cinema di Venezia su Telegiornali Vari - (2002)
- Festival Bar su Italia 1 - (2002)
- Top of the Tops su Rai 2 - (2002)
- Gran premio d'Italia Monza su RTL 102.5 TV - (2002)
- World Ducati Week - Misano/Riccione - (2014)

### Partecipazione programmi televisivi
- Superclassifica Show su Canale 5 / Italia 1 - (1994/1995/1996)
- Buona Domenica su Canale 5 - (1994/1995)
- Domenica In su Rai 1 - (1995/1996)
- Territorio Mach Music su Mach Music Television - (1999)
- Domenica In su Rai 1 - (1994)
- Disco per l'Estate su Canale 5 - (1995)
- Pavarotti & Friends Children of Bosnia su Rai 1 - (1995)
- Solletico su Rai 2 - (1997)
- Generazione x su Italia 1 - (1997)
- Isole e dintorni su Rai 1 - (1997)
- Sanremo Giovani su Rai 1 -  (1997/1998)
- Festival di Sanremo su Rai 1 - (1999/2001/2002)
- Festival Bar su Italia 1 - (2002)
- Festival del cinema di Venezia Telegiornale - (2002)

## Discografia
- 1982 - BIZZY & CO. “Tacke a chance”

- 1983 - DF & PAM “On the beat”

- 1983 - THE FLICS “Take it easy”

- 1984 - DF & PAM “Flash in to my life”

- 1990 - MISTAKE “Bee free”

- 1991 - MISTAKE “Bee free” Remix

- 1992 - MARISHA JONS “Come to me”

- 1993 - Mr. MANILA “Energy”

- 1998 - FUOCO feat. Mr. MANILA “The Return of Big Jim”

- 2013 - MICHAEL LA RAZA “La Locura”

- 2015 - SLAM 79 "Un Giorno Sbagliato"

- 2016 - CHRISTIAN RICCETTI “Occhi Blu” (Festival di Castrocaro)

### Singoli
- 2018 - BALAKLAVA “Vai Trah”

- 2018 - BALAKLAVA “Guernica”

- 2018 - BALAKLAVA “Tunga”

- 2019 - BALAKLAVA “Bad Girl”

- 2019 - BALAKLAVA “Malaga”

- 2019 - BALAKLAVA “Orange”

- 2019 - BALAKLAVA “Fard”
- 2019 - DISTYLLA "Mojito"
- 2021 - MARCO CARTA "Mala Suerte"

### Album
- 1994 - GAM GAM "Compilation"
- 1994 - GAM GAM "Chrismas"
- 1996 - GAM GAM "Project"
- 1997 - ARCANO "Vasco non Vasco"
- 1999 - QUINTORIGO "Rospo" / Universal Music Italia
- 2000 - QUINTORIGO "Grigio" / Universal Music Italia
- 2002 - 78 bit - “Contro la Noia” / BMG Ricordi
- 2003 - QUINTORIGO "In Cattività" / Universal Music Italia
- 2006 - QUINTORIGO "Il Cannone" / Universal Music Italia
- 2008 - QUINTORIGO "Quinto Play Mingus" / Universal Music Italia
- 2008 - QUINTORIGO "Le Origini, La Raccolta / Universal Music Italia
- 2007 - PAOLO SIMONI "Malatempora" Warner Music Italia
- 2008 - FRANCESCA ROMANA "Vermiglio" Universo
- 2019 - BALAKLAVA “Naranja”